# Alan Rubin
Alan Rubin (11 de fevereiro de 1943 - 8 de Junho de 2011) foi um músico americano. Ele tocava trompete, flugelhorn e flauta.

## Carreira
Rubin era membro da Saturday Night Live Band, com quem tocou na Cerimônia de Encerramento dos Jogos Olímpicos de 1996. Como membro do The Blues Brothers, ele interpretou Mr. Fabulous no filme de 1980, na sequência de 1998 e foi membro da banda de turnê. No primeiro filme, o personagem de Rubin é maitre d' em um restaurante caro antes de Jake e Elwood convencê-lo a voltar para a banda. O apelido de "Sr. Fabuloso" foi dado a Rubin por John Belushi.
Rubin tocou com uma série de artistas, como Frank Sinatra, Frank Zappa, Duke Ellington, Blood, Sweat & Tears, Gil Evans, Eumir Deodato, Sting, Aerosmith, The Rolling Stones, Paul Simon, James Taylor, Frankie Valli, Eric Clapton, Billy Joel, B.B. King, Miles Davis, Yoko Ono, Peggy Lee, Aretha Franklin, James Brown, Ray Charles, Cab Calloway, e Dr. John. Rubin contribuiu para mais de 6 000 sessões de gravação.
A última apresentação de Rubin foi com The Blues Brotherhood (show tributo aos Blues Brothers) no B.B. King's em Nova York em 12 de outubro de 2010. A performance também contou com Tom "Bones" Malone e Lou "Blue Lou" Marini. Rubin morreu de câncer de pulmão em 8 de junho de 2011 no Memorial Sloan Kettering Cancer Center em Manhattan.

## Discografia
Com Patti Austin
- Havana Candy (CTI, 1977)

Com Gato Barbieri
- Chapter Three: Viva Emiliano Zapata (Impulse!, 1974)

Com George Benson
- White Rabbit (CTI, 1972)
- Bad Benson (CTI, 1974)

Com The Blues Brothers
- Briefcase Full of Blues (Atlantic, 1978)
- The Blues Brothers (Atlantic, 1980)
- Made in America (Atlantic, 1980)
- The Blues Brothers Band Live in Montreux (Atlantic, 1990)
- Red, White & Blues (Turnstyle, 1992)
- Blues Brothers 2000 (Universal, 1998)

Com Hue and Cry
- Remote (Circa, 1988)

Com Jimmy Buffett
- Off to See the Lizard (MCA, 1989)

Com Ron Carter
- Anything Goes (Kudu, 1975)

Com Stanley Clarke
- School Days (album) (Nemperor, 1976)

Com Linda Clifford
- I'll Keep On Loving You (Capitol, 1982)

Com Hank Crawford
- Wildflower (Kudu, 1973)
- I Hear a Symphony (Kudu, 1975)
- Mr. Chips (Milestone Records, 1986)
- Night Beat (Milestone, 1989)
- Groove Master (Milestone, 1990)
- Tight (Milestone, 1996)

Com Sheena Easton
- No Sound But a Heart (EMI, 1987)

Com Donald Fagen
- Kamakiriad (Reprise, 1993)

Com Aretha Franklin
- Get It Right (Arista, 1983)

Com Gloria Gaynor
- Experience Gloria Gaynor (MGM, 1975)
- I've Got You (Polydor, 1976)
- Glorious (Polydor, 1977)

Com Johnny Hammond
- Higher Ground (Kudu, 1973)

Com Levon Helm
- Levon Helm & the RCO All-Stars (ABC, 1977)
- Levon Helm (ABC, 1978)

Com Jennifer Holliday
- Say You Love Me (Geffen, 1985)

Com Cissy Houston
- Think It Over (Private Stock, 1978)

Com Jackie and Roy
- Time & Love (CTI, 1972)

Com Garland Jeffreys
- One-Eyed Jack (A&M, 1978)
- Guts for Love (Epic, 1982)

Com Billy Joel
- The Bridge (1986)

Com Hubert Laws
- Morning Star (CTI, 1972)

Com O'Donel Levy
- Simba (Groove Merchant, 1974)

Com Fred Lipsius
- Better Believe It [4] (mja Records, 1996)

Com Herbie Mann
- Brazil: Once Again (Atlantic, 1977)

Com Jimmy McGriff
- Red Beans (Groove Merchant, 1976)
- Tailgunner (LRC, 1977)

Com Sinéad O'Connor
- Am I Not Your Girl? (Chrysalis, 1992)

Com Yoko Ono
- A Story (Rykodisc, 1997)

Com Lou Reed
- Sally Can't Dance (RCA, 1974)

Com Don Sebesky
- Giant Box (CTI, 1973)

Com Carly Simon
- Hello Big Man (Warner Bros., 1983)

Com Paul Simon
- Graceland (Warner Bros., 1986)

Com Lonnie Smith
- Keep on Lovin' (Groove Merchant, 1976)

Com Phoebe Snow
- Never Letting Go (Columbia, 1977)

Com Ringo Starr
- Ringo's Rotogravure (Polydor, 1976)

Com James Taylor
- Walking Man (Warner Bros., 1974)

Com Tina Turner
- Love Explosion (United Artists, 1979)

Com Stanley Turrentine
- Nightwings (Fantasy, 1977)

Com Frankie Valli
- Closeup (Private Stock 1975)

## Filmografia
| Título              | Ano       | Credito(s)              | Personagem   | Notas            |
| ------------------- | --------- | ----------------------- | ------------ | ---------------- |
| Saturday Night Live | 1976-1984 | Musician                | Trumpet      | Music department |
| Saturday Night Live | 1976-1982 | The Blues Brothers Band | Trumpet      | Uncredited       |
| The Blues Brothers  | 1980      | Actor                   | Mr. Fabulous |                  |
| Blues Brothers 2000 | 1998      | Actor                   | Mr. Fabulous |                  |